# Marzenna Magda-Adamowicz
Marzenna Magda-Adamowicz (ur. 27 grudnia 1968 w Głogowie) – polska pedagog, doktor habilitowana nauk humanistycznych, profesor uczelni, jej specjalności naukowe obejmują: pedeutologię, pedagogikę twórczości i zdolności, twórczość pedagogiczną nauczycieli, innowacje pedagogiczne, indywidualizację w edukacji dziecka, pedagogikę oraz dydaktykę i pedagogikę rodziny.

## Wykształcenie i działalność naukowa
Ukończyła studia magisterskie pedagogiki o specjalności nauczanie początkowe w Wyższej Szkole Pedagogicznej im. Kazimierza Wielkiego w Bydgoszczy. Otrzymała stopień naukowy doktora nauk humanistycznych w zakresie pedagogiki na podstawie dysertacji Kształtowanie wrażliwości moralnej uczniów klas początkowych techniką swobodnych tekstów w Wyższej Szkole Pedagogicznej im. Komisji Edukacji Narodowej w Krakowie. W 2010 r. na podstawie dorobku naukowego i rozprawy Uwarunkowania efektywności kształcenia nauczycieli klas I-III w zakresie twórczości pedagogicznej uzyskała stopień naukowy doktora habilitowanego nauk humanistycznych w zakresie pedagogiki w Uniwersytecie im. M. Curie-Skłodowskiej w Lublinie. Została profesorem Uniwersytetu Zielonogórskiego Wydziału Nauk Społecznych, Instytutu Pedagogiki oraz kierownikiem Zakładu Pedagogiki Przedszkolnej i Wczesnoszkolnej.

## Kariera zawodowa
Po kilkuletniej pracy w zawodzie nauczyciela nauczania początkowego, w latach 1998-2025 pracowała na Uniwersytecie Zielonogórskim. W latach 2003–2006 w Wyższej Szkole Menedżerskiej w Legnicy pełniła funkcje prodziekana Wydziału Pedagogiki. Była członkiem w latach 2010–2015 Zespołu Dydaktyki  i w latach 2010 – (obecnie) Zespołu Edukacji Elementarnej Komitetu Nauk Pedagogicznych Polskiej Akademii Nauk. Utworzyła i realizowała studia podyplomowe: od 2010 terapii pedagogicznej i pedagogiki zdolności, od 2011 wczesne nauczanie języka obcego. W latach 2017–2019 była zastępcą dyrektora ds. nauki i rozwoju Instytutu Pedagogiki, od 2010 r. jest kierownikiem Zakładu Pedagogiki Przedszkolnej i Wczesnoszkolnej Wydziału Nauk Społecznych Uniwersytetu Zielonogórskiego.

## Odznaczenia, nagrody i wyróżnienia
Za pracę naukową i dydaktyczną na uczelni otrzymała nagrody naukowe Rektora Uniwersytetu Zielonogórskiego w latach: 2024, 2023, 2018, 2017, 2016, 2012, 2000, kolejno Medal Komisji Edukacji Narodowej w 2015 r., Srebrny Krzyż Zasługi w 2013 r., medal Al. Kamińskiego przyznany przez Naczelnika GK ZHP w 1993 r., złotą odznakę Zasłużonych dla Chorągwi Legnickiej 1990 i inne pomniejsze nagrody. Dnia 17 września 2020 roku otrzymała Złoty Medal za Długoletnią Służbę. 

## Wybrane publikacje
- Twórcze dziecko – twórcze zabawy, Patronat KNP PAN, Uniwersytet Zielonogórski, Oficyna Wydawnicza „Impuls”, Kraków 2004, ISBN 978-83-8294-300-9;  ISBN 978-83-7587-905-6.
- Innowacje rozwijające zainteresowania i uzdolnienia muzyczne uczniów klas I-III, Wydawnictwo Akademii Nauk Stosowanych im. Jana Amosa Komeńskiego, Leszno 2004, ISBN 978-83-62746-20-0.
- Jakość dzieciństwa twórczych 7-9-letnich dzieci w perspektywie rodzinnej i lokalnej, Oficyna Wydawnicza Uniwersytetu Zielonogórskiego, Zielona Góra 2018, ISBN 978-83-7842-327-0.
- Przemiany edukacji przedszkolnej w Polsce i Czechach okresu transformacji ustrojowej, Uniwersytet Zielonogórski, Wydawnictwo Adam Marszałek, Toruń 2017, ISBN 978-83-8019-557-8.
- Twórczość pedagogiczna nauczyciela w kontekście systemowym. Źródła, koncepcja, identyfikacje, Uniwersytet Zielonogórski, Wydawnictwo Adam Marszałek, Toruń 2015, ISBN 978-83-8019-040-5.
- Children's creativity in a systemic perspective, Uniwersytet Zielonogórski, Wydawnictwo Adam Marszałek, Toruń 2013, ISBN 978-83-7780-702-6
- Obraz twórczych pedagogicznie nauczycieli klas początkowych, Uniwersytet Zielonogórski, Wydawnictwo Adam Marszałek, Toruń 2012, ISBN 978-83-7780-409-4.
- Treningi twórczości a umiejętności zawodowe, (we współautorstwie z I. Paszendą), Uniwersytet Zielonogórski, Wydawnictwo Adam Marszałek, Toruń 2011, ISBN 978-83-7780-047-8.
- Uwarunkowania efektywności kształcenia nauczycieli klas I-III w zakresie twórczości pedagogicznej, Oficyna Wydawnicza Uniwersytetu Zielonogórskiego, Zielona Góra 2009, ISBN 978-83-7481-254-2.
- Wizerunek twórczego pedagogicznie nauczyciela kl. I-III, Oficyna Wydawnicza Uniwersytetu Zielonogórskiego, Zielona Góra 2007, ISBN 978-83-7481-141-5.
- Edukacja od źródeł. Program autorski edukacji wczesnoszkolnej, Oficyna Wydawnicza „Impuls”, Kraków 2000, ISBN 83-88030-53-1.
- Kształtowanie wrażliwości moralnej uczniów w edukacji wczesnoszkolnej, Uniwersytet Zielonogórski, Wydawnictwo Adam Marszałek, Toruń 1999, ISBN 83-7174-331-9.
- Orientacje życiowe twórczych i odtwórczych 13-16-latków, Oficyna Wydawnicza "Impuls" Kraków 2021, ISBN 978-83-8095-946-0